# Apocephalus leptotarsus
Apocephalus leptotarsus är en tvåvingeart som beskrevs av Brown 1993. Apocephalus leptotarsus ingår i släktet Apocephalus och familjen puckelflugor. Inga underarter finns listade i Catalogue of Life.